# Iška Čvančarová-Posnerová
Iška Čvančarová-Posnerová pseudonymem E. Pilná (1. listopadu 1888 Jaroměř – ?) byla česká spisovatelka a žurnalistka.

## Životopis
Pracovala jako redaktorka ženské a dětské hlídky Rozkvětu. Stala se kmenovou autorkou nakladatelství Aloise Neuberta. Byla manželkou spisovatele Karla Čvančary (22. 4. 1882–21. 4. 1970).

## Dílo

### Odborné spisy
- Kuchařská příručka pro rodinu o třech i více členech: praktické rady pro mladé hospodyňky se zřetelem na dnešní poměry prodejné – Praha: Alois Neubert, 1913
- Cukrářská příručka pro domácnost: osvědčené pokyny a vyzkoušené předpisy pro snadnou výrobu zdraví neškodných cukrovinek, zákusků a veškerého cukroví příležitostného, spolu s návodem k úpravě oblíbených likérů – Praha: A. Neubert, 1916
- Moučníky po domácku: osvědčené, podrobně a snadno srozumitelné návody, kterak obohatiti jídelní lístek rozmanitými chutnými jídly moučnými – Praha: A. Neubert, 1917
- Tajemství ženské krásy: osvědčené rady ženám i dívkám, kterak nabýti krásy, náležitě ji opatrovati a si zachovati. Všestranné pokyny, dle nichž lze vady a nedostatky zjevu odstraňovati, zmírňovati i zakrývati. Předpisy zdraví neškodných prostředků krášlicích: spolu s návodem Kterak bude mé dítě krásné? – Praha: Zemědělské knihkupectví Alois Neubert, 1924
- Polévky a omáčky: vybrané předpisy na chutné, levné, ale vydatné polévky a omáčky – Praha: A. Neubert, 1918

### Přeložila
- Dva dívčí sny: román – Ida Boy-Ed; se svolením spisovatelčiným přeložila. Praha: Českomoravské podniky tiskařské a vydavatelské, 1927

### Zpracovala
- Malá trpitelka – dle staršího námětu nově zpracovala; ilustroval Karel Vítek. Praha: Šolc, 1918